# Serge Demierre
Serge Demierre (16 januari 1956) is een Zwitsers voormalig wielrenner. Hij nam deel aan wegwedstrijd op de Olympische Zomerspelen van 1976. In 1983 won Demierre de Prijs voor de Strijdlustigste Renner en de 4e etappe in de Ronde van Frankrijk. In hetzelfde jaar werd hij ook Zwitsers kampioen op de weg.

## Belangrijkste overwinningen
1976
 Zwitsers kampioen op de weg, Amateurs
6e etappe Ronde van Zwitserland
1981
Trofeo Baracchi (met Daniel Gisiger)
2e etappe Ronde van Duitsland
5e en 7e etappe Ronde van Catalonië
1982
Buch am Irchel
9e etappe Ronde van Zwitserland
1983
2e etappe Ronde van Romandië
 Zwitsers kampioen op de weg, Elite
4e etappe Ronde van Frankrijk
Prijs van de Strijdlust Ronde van Frankrijk
1984
6e etappe Ronde van Catalonië
1987
3e etappe GP Wilhelm Tell
Lausanne
Sion
1988
3e etappe Ronde van Groot-Brittannië
1991
4e etappe deel A Ronde van Romandië

## Resultaten in voornaamste wedstrijden
| Jaar | Ronde van Italië | Ronde van Frankrijk | Ronde van Spanje |
| ---- | ---------------- | ------------------- | ---------------- |
| 1977 |                  |                     |                  |
| 1978 |                  |                     | opgave           |
| 1979 |                  |                     |                  |
| 1980 |                  |                     |                  |
| 1981 | 27e              |                     |                  |
| 1982 |                  | 72e                 |                  |
| 1983 |                  | 71e                 |                  |
| 1984 |                  | opgave              |                  |
| 1985 | opgave           |                     |                  |
| 1986 | 101e             |                     |                  |
| 1987 |                  |                     |                  |
| 1988 |                  |                     |                  |
| 1989 |                  |                     |                  |
| 1990 |                  |                     |                  |
| 1991 |                  | buiten tijd         |                  |

| Jaar | Milaan-San Remo | Gent-Wevelgem | Amstel Gold Race | Luik-Bast.‑Luik | Waalse Pijl |  | WK op de weg |
| ---- | --------------- | ------------- | ---------------- | --------------- | ----------- |  | ------------ |
| 1977 | 53e             |               |                  |                 |             |  |              |
| 1978 |                 |               |                  |                 |             |  |              |
| 1979 |                 |               |                  |                 |             |  |              |
| 1980 | 132e            |               | 50e              |                 | 46e         |  | opgave       |
| 1981 |                 | 47e           | 36e              |                 |             |  | 13e          |
| 1982 |                 |               |                  |                 |             |  | opgave       |
| 1983 | 17e             |               |                  |                 |             |  | 44e          |
| 1984 |                 |               |                  |                 |             |  | opgave       |
| 1985 |                 |               |                  |                 |             |  |              |
| 1986 |                 |               |                  |                 | 57e         |  |              |
| 1987 |                 |               |                  |                 |             |  |              |
| 1988 |                 | 55e           |                  | 23e             |             |  |              |
| 1989 |                 |               |                  |                 |             |  | opgave       |
| 1990 |                 | 56e           |                  |                 |             |  |              |
| 1991 |                 |               |                  | 108e            |             |  |              |